# Clytia crucifera
Clytia crucifera is een hydroïdpoliep uit de familie Campanulariidae. De poliep komt uit het geslacht Clytia. Clytia crucifera werd in 1915 voor het eerst wetenschappelijk beschreven door Annandale. 